# Масуд-хан II
Масуд-хан II (д/н — 1170) — 16-й каган Західнокараханідського ханства у 1160/1161—1170 роках. Повне ім'я Рукн ад-Дун'я ва-д-Дін Масуд-хан Килич Тамгач-хан.

## Життєпис
Походив з алідської гілки династії Караханідів. Син кагана Гасан Кара-хана. Ймовірно після повалення батька 1132 року був увезений Ібрагімом Богра-ханом до Кашгару. Згодом опинився на службі в каракитайського гурхана Єлу Їлі.
1160/1161 року після смерті брата Алі II став новим каганом Західнокараханідського ханства. На той час держава сильно зменшилася через загарблення Хорезму.
Скористався втручанням хорезмшаха Іл-Арслана в боротьбі емірів в Хорезмів виступив проти карлуків, давніх союзників останнього, яким завдав рішучої поразки. В результаті частина їх підкорилася кагану, інші втекли з ханства.
Надалі маневрував між Хорехмом і каракитайськими гурханами. 1165 року за наказом Єлу Пусувань, правительки каракитаїв, Масуд-хан II сплюндрував Балх і Андхой, що знаходилися під владою огузів. 1169 року здійснив проти них ще один похід. Помер 1170 року. Владу захопив його небіж Наср III.